# Dean Huijsen
Dean Donny Huijsen Wijsmuller (HOW-sen; n. 14 aprilie 2005, Amsterdam, Țările de Jos) este un fotbalist profesionist care evoluează pe postul de fundaș central la Real Madrid în La Liga. Născut în Țările de Jos, reprezintă echipa națională a Spaniei.
Huijsen și-a făcut debutul în ultimul an pentru echipa de rezervă a lui Juventus, Juventus Next Gen, în ianuarie 2023. A debutat în Serie A cu prima echipă în octombrie anul următor. După o perioadă de împrumut la Roma, Huijsen a semnat cu echipa Bournemouth din Premier League în iulie 2024. În mai 2025, a fost de acord să se alăture lui Real Madrid la sfârșitul sezonului 2024-25.

## Cariera de club

### Juventus
Huijsen și-a început cariera la Costa Unida CF din Marbella înainte de a se alătura lotului de tineret al lui Málaga în 2015, la vârsta de 10 ani. În mai 2021, Huijsen s-a alăturat lui Juventus, jucând pentru echipa sub-17. În sezonul 2022–23, a avansat în lotul sub-19 și a marcat șase goluri în 14 meciuri. De asemenea, a jucat în două meciuri amicale cu prima echipă împotriva lui Standard Liège și Rijeka în decembrie 2022. 
La începutul lunii ianuarie 2023, Huijsen a fost promovat la Juventus Next Gen, echipa de rezervă a lui Juventus. Și-a făcut debutul profesional pe 8 ianuarie, fiind titular într-o înfrângere cu 2-1 în campionat împotriva lui Pordenone. Pe 15 februarie, Huijsen a marcat primele sale goluri ca profesionist, o dublă în manșa secundă a semifinalei Coppa Italia Serie C împotriva lui Foggia, ajutând echipa sa să câștige meciul la loviturile de departajare. Pe 2 aprilie, a marcat primul său gol în Serie C, într-o înfrângere pe teren propriu cu 3-1 în fața lui Feralpisalò.
În iunie 2023, Huijsen și-a reînnoit contractul cu Juventus până în 2027. Pe 22 octombrie, a debutat în Serie A, intrând de pe bancă în minutul 78 pentru a-l înlocui pe Federico Gatti într-o victorie în deplasare cu 1-0 împotriva lui AC Milan. Pe 7 noiembrie, Juventus a anunțat că Huijsen – alături de coechipierul său din Next Gen, Kenan Yıldız – a fost promovat în prima echipă.

#### Împrumut la Roma
Huijsen a fost împrumutat la echipa italiană Roma până la sfârșitul sezonului 2023-2024, pe 6 ianuarie 2024, după ce a respins interesul lui Frosinone. A debutat cu Giallorossi a doua zi, jucând întreaga repriză secundă într-un meci încheiat la egalitate pe teren propriu împotriva Atalantei. La începutul lunii februarie, antrenorul principal al Romei, Daniele De Rossi, l-a exclus de pe lista UEFA a echipei pentru faza eliminatorie a Europa League.
Huijsen a marcat primul său gol în Serie A pe 5 februarie, contribuind în victoria Romei cu 4-0 împotriva lui Cagliari. Pe 18 aceeași lună, a marcat golul de deschidere al unui meci în deplasare împotriva lui Frosinone după ce a recuperat mingea din apărare, a depășit câțiva adversari și a șutat din afara careului. Huijsen fusese fluierat de fanii adverși și sărbătorise într-un mod provocator față de ei, atât de mult încât a fost avertizat cu un cartonaș galben de către arbitru și înlocuit de De Rossi la pauză.

### AFC Bournemouth
Pe 30 iulie 2024, Huijsen a fost transferat de la Juventus la Bournemouth în Premier League, cu un contract pe șase ani, pentru o sumă inițială de 15,2 milioane de euro, care ar putea crește la 18,2 milioane de euro. A debutat pentru Cherries pe 21 august, într-o remiză de 1-1 împotriva lui Nottingham Forest; a câștigat nouă dueluri aeriene. Pe 5 decembrie 2024, a marcat primul său gol pentru club, cu o lovitură de cap într-o victorie pe teren propriu cu 1-0 împotriva lui Tottenham Hotspur. Astfel, a devenit cel mai tânăr marcator al clubului în Premier League.

### Real Madrid
Pe 17 mai 2025, Real Madrid a anunțat transferul lui Huijsen, jucătorul alăturându-se echipei Los Blancos pe 1 iunie 2025 cu un contract valabil până în iulie 2030. Tranzacția a valorat 50 de milioane de lire sterline (59,5 milioane de euro), Madrid activându-i clauza de reziliere.

## Carieră internațională

### Țările de Jos
Huijsen a reprezentat Țările de Jos la diverse niveluri internaționale de tineret, jucând pentru echipele naționale sub 17 și sub 18 ani.
În mai 2022, Huijsen a fost inclus în lotul sub-17 ani care a participat la Campionatul European Sub-17 din Israel, unde a marcat două penalty-uri în meciurile din faza grupelor împotriva Franței și Poloniei, Oranje terminând în cele din urmă pe locul doi după ce a pierdut în finală împotriva Franței.

### Spania
Pe 15 martie 2024, Huijsen a fost convocat de echipa națională a Spaniei Sub-21 pentru a juca, unsprezece zile mai târziu, meciul de calificare la Campionatul European Sub-21 din 2025 împotriva Belgiei. Pe 17 martie 2025, a fost convocat de echipa de seniori pentru sferturile de finală ale Ligii Națiunilor împotriva Țărilor de Jos. El l-a înlocuit pe Iñigo Martínez din cauza unei accidentări și a debutat intrând în minutul 41, înlocuindu-l pe Pau Cubarsí . Meciul s-a încheiat cu scorul de 2–2. Huijsen a fost unul dintre cei mai buni jucători ai Spaniei și a fost primit cu ostilitate de fanii gazdelor de pe Stadion Feijenoord pentru că și-a schimbat națiunea pentru a juca pentru Spania. El și-a numit debutul un „vis”. Huijsen a fost titular în manșa secundă și a fost lăudat pentru o pasă decisivă în prelungiri, din care Lamine Yamal a marcat.